# Tachina inoperta
Tachina inoperta là một loài ruồi trong họ Tachinidae.